# Paratdih
Paratdih là một thị trấn thống kê (census town) của quận Giridih thuộc bang Jharkhand, Ấn Độ.

## Nhân khẩu
Theo điều tra dân số năm 2001 của Ấn Độ, Paratdih có dân số 6643 người. Phái nam chiếm 51% tổng số dân và phái nữ chiếm 49%. Paratdih có tỷ lệ 42% biết đọc biết viết, thấp hơn tỷ lệ trung bình toàn quốc là 59,5%: tỷ lệ cho phái nam là 52%, và tỷ lệ cho phái nữ là 32%. Tại Paratdih, 22% dân số nhỏ hơn 6 tuổi.